# الأناركية والإسبرانتو

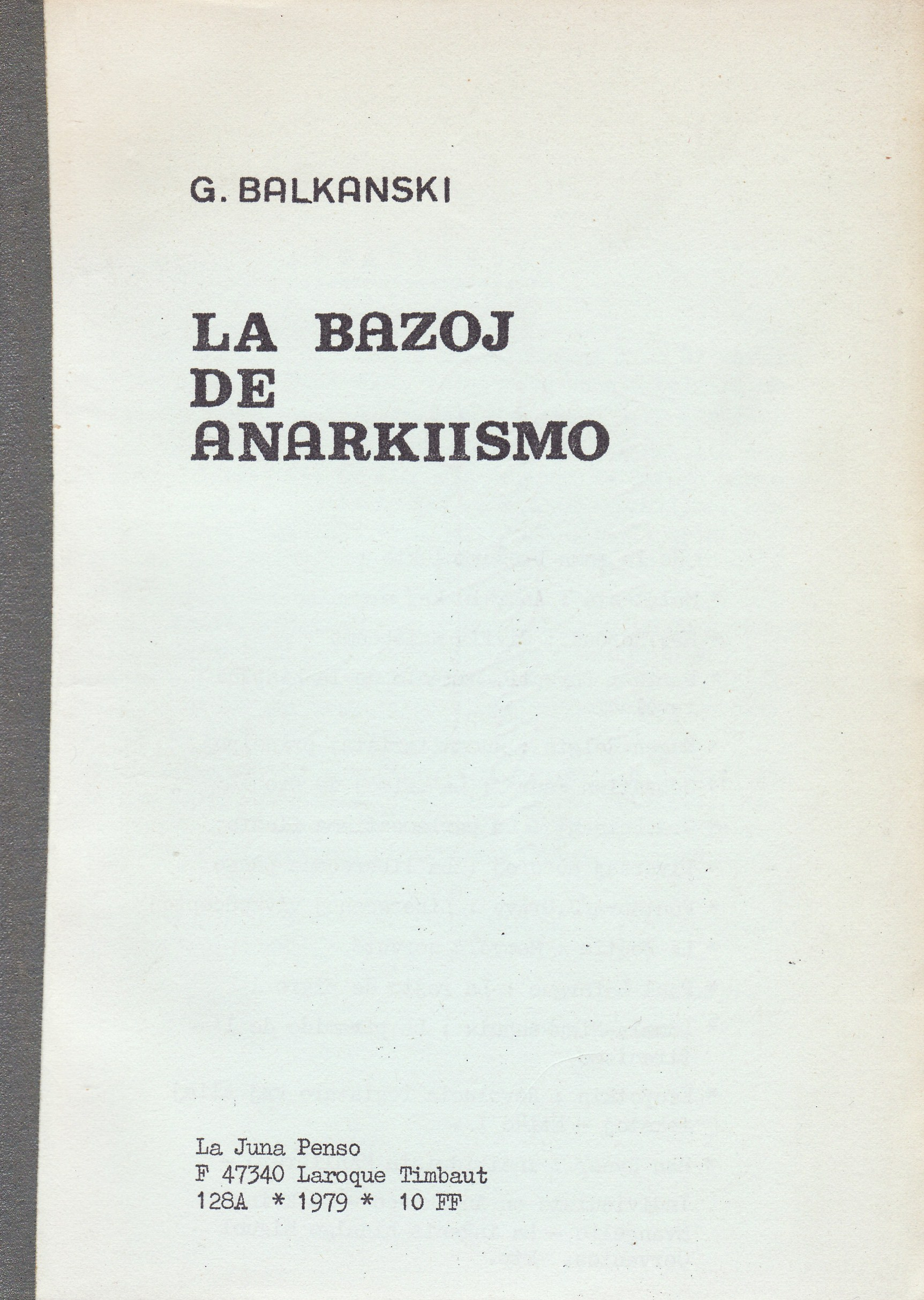
كتيب عن اللاسلطوية في الاسبرانتو

علم الأناركية-الإسبرانية

ترتبط الأناركية والإسبرانتو ارتباطًا وثيقًا بسبب مُثُلهما المشتركة المتمثلة في العدالة الاجتماعية والمساواة. خلال حركة الإسبرانتو المبكرة، قام الفوضويون بنشر اللغة بحماس، وكان للحركتين تاريخ مشترك كبير.